# 腺毛马蓝
腺毛马蓝（学名：Strobilanthes forrestii）是爵床科紫云菜属的植物，为中国的特有植物。分布于中国大陆的云南等地，生长于海拔800米至3,000米的地区，常生于林下或草坡，目前尚未由人工引种栽培。

## 种下等级
- Strobilanthes forrestii Diels